# Siegfried Brugger

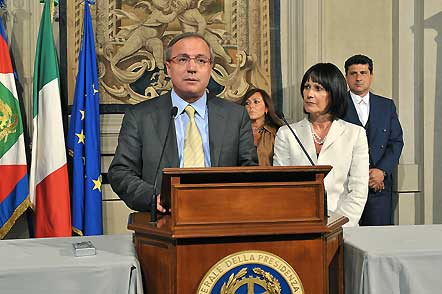
Siegfried Brugger

Siegfried Brugger (Trento, 1953) és un polític i jurista sudtirolès. Estudià dret a les universitats d'Innsbruck, Pàdua i Roma, i durant la dècada de 1980 exercí com a advocat a Bozen. De 1979 a 1982 fou cap de les joventuts del Südtiroler Volkspartei (SVP), membre del consell municipal de Bozen el 1985-1988, i membre del Landtag del Tirol del Sud el 1988-1994.
De 1992 a 2004 fou obmann del SVP substituint Roland Riz. Després fou membre de la Cambra dels Diputats per l'Unione a les eleccions legislatives italianes de 1994, 1996 i 2001, i durant aquest temps fou cap del grup parlamentari mixt. Posteriorment a les eleccions de 2006 i 2008, ha estat membre de l'Unione.
| Precedit per: Roland Riz | Obmann del SVP 1992 - 2004 | Succeït per: Elmar Pichler Rolle |